# Banschaft Save

Banschaft Save innerhalb des Königreichs Jugoslawien

Die Banschaft Save (kroatisch Savska banovina, kyrill. Савска бановина) war eine der neun Banschaften des Königreichs Jugoslawien, welche am 3. Oktober 1929 gebildet wurden. Die Hauptstadt war Zagreb. Die Banschaft umfasste etwa das heutige Zentralkroatien und Slawonien, ihr Gebiet entsprach im Wesentlichen dem des bis 1918 existierenden Königreichs Kroatien und Slawonien. Ihren Namen bekam die Banschaft nach dem Fluss Save.

## Geschichte
Die Banschaft Save entstand 1929 mit der Reorganisation des jugoslawischen Staates vom Königreich der Serben, Kroaten und Slowenen in das Königreich Jugoslawien unter Alexander I. Die Grenzziehung der Banschaften, die ethnische Zugehörigkeiten ignorierte und die kroatische Bevölkerung auf die Banschaften Save und Küste aufteilte, sorgte bei diesen für Unmut. Außerdem standen den beiden mehrheitlich kroatischen Bandschaften sechs Banschaften mit serbischer Bevölkerungsmehrheit sowie eine serbisch dominierte Zentralregierung gegenüber. Für viele Kroaten unterstrichen die Grenzen der neun Banschaften die hegemoniale Stellung der serbischen Bevölkerungsgruppe. Mit dem serbisch-kroatischen Ausgleich vom 26. August 1939, dem so genannten Sporazum, wurde die Banschaft Save mit der Küstenbanschaft sowie kleineren Gebieten anderer Banschaften zur autonomen kroatischen Banschaft.